# جلال پارسا مطلق
جلال پارسا مطلق معروف به جلال آقا (متولد ۴ آبان۱۳۱۲ در جیرفت) سیاست‌مدار ایرانی است. که در دوره بیست و چهارم سال ۱۳۵۴ تا ۱۳۵۷ در مجلس شورای ملی به عنوان آخرین نماینده جیرفت از استان کرمان در مجلس شورای ملی حضور داشت.

## زندگی‌نامه
جلال پارسا مطلق فرزند حسینقلی آقا در ۴ آبان ۱۳۱۲ در یک خانواده مذهبی و تحصیل کرده در شهری به نام جیرفت متولد شد. دوران ابتدایی را در دبستان پهلوی جیرفت که در آن زمان تنها دبستان این شهر بود گذراند و پس از طی دوره ۶ ساله ابتدایی به دلیل نبود دبیرستان در این شهر برای ادامه تحصیل به کرمان رفته و در دبیرستان سعادت به تحصیل ادامه داد و در نهایت در سال ۱۳۳۴ دیپلم علمی آن زمان را اخذ نمود و علی‌رغم میل خانواده وارد عرصهٔ تعلیم و تربیت شد و در دبیرستان امیرکبیر جیرفت به تدریس مشغول شد وی همزمان با تدریس به ادامه تحصیل پرداخت و ضمن اخذ دیپلم ششم انسانی در سال ۱۳۳۸ به دانشسرای عالی تهران راه یافت و در سال ۱۳۴۱ در رشته تاریخ و جغرافیا و امور تربیتی فارغ‌التحصیل گردید. جلال پارسا مطلق بعد از اخذ مدرک لیسانس به درخواست خود به آموزش و پرورش جیرفت بازگشت و به مدت ۳ سال در دبیرستان امیرکبیر به تدریس پرداخت وی همزمان با تدریس در سال ۱۳۴۲ به حزب ایران نوین درآمد و دبیر این حزب در جیرفت شد و همچنین با روزنامه اطلاعات و مجله‌های سپید و سیاه و نور دانش نیز همکاری داشته است. و در سال ۱۳۴۴ به سمت رئیس دبیرستان امیرکبیر منصوب شد و برای توسعه و تجهیز این دبیرستان مانند ساخت کتابخانه، آزمایشگاه، سالن چند منظوره، و افتتاح سیکل دوم رشته طبیعی در آن دبیرستان تلاش زیادی نمود.
وی در آبان ماه سال ۱۳۴۷ از سوی اعضای انجمن شهر به سمت شهردار انتخاب گردید و در دو دوره متوالی به مدت ۸ سال این سمت را حفظ نمود.
جلال پارسا مطلق پس از پایان دوره شهرداری در مردادماه ۱۳۵۵ به آموزش و پرورش بازگشت و با سمت راهنمای تعلیماتی به خدمت خود ادامه داد و بعد از گذشت یکسال وی با حمایت مردم در انتخابات شرکت و موفق شد با کسب ۱۴۱۹۲ رای به نمایندگی انتخاب و به مجلس شورای ملی راه یافت. او در مجلس عضو کمیسیون کشور، عضو گروه اقلیت، و جزو نمایندگان منتقد دولت‌ها بوده است.
وی در دی ماه سال ۱۳۵۷ بنا بر دلایل شخصی از سمت خود استعفا داد.

## اقدامات
- تلاش جهت تصویب قانون پوشش بیمه ای کارگران کشاورزی
- اخذ مجوز جهت ساخت فرودگاه جیرفت و شروع مقدمات آن
- تسریع در ساخت سد جیرفت
- تأمین اعتبار برای ساخت چندین خانه بهداشت
- اخذ اعتبار جهت احداث راه‌های روستایی
- تکمیل پل اول رودخانهٔ شور

## فعالیت‌ها
- احداث ساختمان قدیم شهرداری جیرفت
- احداث ساختمان شورای شهر
- ساخت مهمانپذیر
- احداث ۲ پل ۳۵۰ متری مسحتکم بر روی رودخانهٔ هلیل رود
- احداث ۳ پل ۱۲۰ متری بتنی بر روی رودخانهٔ ملنتی
- ساخت حدود ۲۰ کیلومتر سیل‌بند در دو طرف رودخانه‌های هلیل رود و ملنتی
- ساخت بلوار ۳ کیلومتری هلیل رود و ۸ کیلومتری ملنتی
- تهیه زمین رایگان و ایجاد پارک ولیعصر جیرفت، ساخت بزرگ‌ترین استخر شنای استان، زمین فوتبال، بسکتبال، والیبال، و تنیس در همان پارک
- تزئین فضای سبز شهری با درخت نارنج
- کمک به ایجاد پارک باغملی
- ایجاد تندیس مرغ جیرفتی
- آسفالت خیابان‌های اصلی رهجرد
- اخذ مجوز و احداث سیلو ۲۰۰۰۰ تنی
- تهیهٔ نقشه جامع شهر
- ایجاد نیروگاه بزرگ برق
- ایجاد بیش از ۱۰ خیابان و کوچه جدید از جمله بلوار بعثت
- احداث چندین میدان از جمله میدان خمینی
- تأسیس سازمان آتش‌نشانی
- ساخت قبرستان بزرگ و مجهز شهر
- احداث کشتارگاه
- ایجاد منبع سیمانی رهجرد
- احداث پل سرجاز
- لوله گذاری آب آشامیدنی
- طرح گاز رسانی جیرفت (که با پیگیری ایشان انجام شد)

## جوایز و افتخارات
- دریافت ۲ نشان پیشرفت و آبادانی از نخست‌وزیر وقت امیر عباس هویدا
- دریافت نشان طلای انجمن باغبانی ایران به دلیل ورود درخت واشینگتن ناول از خارج از کشور به ایران
- دریافت نشان شیر و خورشید سرخ
- دریافت نشان پیشاهنگی

## جسارت‌های وابسته
فهرست نمایندگان دوره بیست و چهارم مجلس شورای ملی

## کتاب‌ها
روز شمار انقلاب اسلامی ایران جلد ۱۲
جیرفت در آینه تاریخ صفحه ی ۱۱۸